# Crugey
Crugey est une commune française située dans le canton d'Arnay-le-Duc du département de la Côte-d'Or, en région Bourgogne-Franche-Comté.

## Géographie
Crugey se situe sur le plateau de l'Arrière côte de Dijon et de Beaune.
Le canal de Bourgogne, qui parcourt la commune, a longtemps été la voie de communication privilégiée pour les expéditions depuis la carrière et la cimenterie installées à proximité de ses berges, au Souhot.

### Hydrographie
Outre le canal, l'Ouche, la Vandenesse et le Ruisseau des Riots sont les principaux cours d'eau traversant Crugey.

### Communes limitrophes

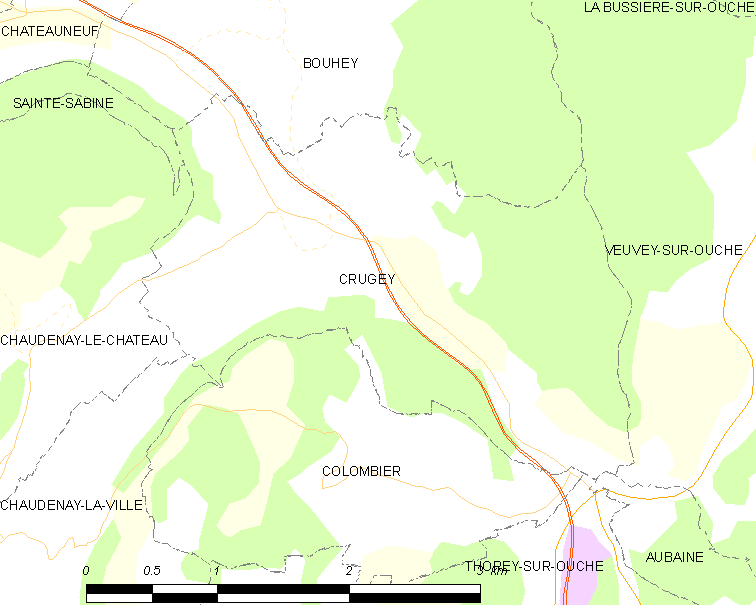
Carte de la commune de Crugey et des proches communes.

### Climat
Pour des articles plus généraux, voir Climat de la Bourgogne-Franche-Comté et Climat de la Côte-d'Or.
En 2010, le climat de la commune est de type climat des marges montargnardes, selon une étude du Centre national de la recherche scientifique s'appuyant sur une série de données couvrant la période 1971-2000. En 2020, Météo-France publie une typologie des climats de la France métropolitaine dans laquelle la commune est exposée à un climat océanique altéré et est dans la région climatique  Bourgogne, vallée de la Saône, caractérisée par un bon ensoleillement (1 900 h/an), un été chaud (18,5 °C), un air sec au printemps et en été et des vents faibles. 
Pour la période 1971-2000, la température annuelle moyenne est de 10,5 °C, avec une amplitude thermique annuelle de 17,2 °C. Le cumul annuel moyen de précipitations est de 831 mm, avec 12,1 jours de précipitations en janvier et 7,8 jours en juillet. Pour la période 1991-2020, la température moyenne annuelle observée sur la station météorologique de Météo-France la plus proche, « Pouilly-en-Aux_sapc », sur la commune de Pouilly-en-Auxois à 12 km à vol d'oiseau, est de 10,7 °C et le cumul annuel moyen de précipitations est de 859,1 mm,. Pour l'avenir, les paramètres climatiques de la commune estimés pour 2050 selon différents scénarios d'émission de gaz à effet de serre sont consultables sur un site dédié publié par Météo-France en novembre 2022.

## Urbanisme

### Typologie
Au 1er janvier 2024, Crugey est catégorisée commune rurale à habitat dispersé, selon la nouvelle grille communale de densité à 7 niveaux définie par l'Insee en 2022.
Elle est située hors unité urbaine. Par ailleurs la commune fait partie de l'aire d'attraction de Dijon, dont elle est une commune de la couronne,. Cette aire, qui regroupe 333 communes, est catégorisée dans les aires de 200 000 à moins de 700 000 habitants,.

### Occupation des sols
L'occupation des sols de la commune, telle qu'elle ressort de la base de données européenne d’occupation biophysique des sols Corine Land Cover (CLC), est marquée par l'importance des territoires agricoles (60,6 % en 2018), une proportion sensiblement équivalente à celle de 1990 (60,4 %). La répartition détaillée en 2018 est la suivante : 
forêts (39,4 %), prairies (36 %), zones agricoles hétérogènes (14,4 %), terres arables (10,2 %). L'évolution de l’occupation des sols de la commune et de ses infrastructures peut être observée sur les différentes représentations cartographiques du territoire : la carte de Cassini (XVIIIe siècle), la carte d'état-major (1820-1866) et les cartes ou photos aériennes de l'IGN pour la période actuelle (1950 à aujourd'hui).

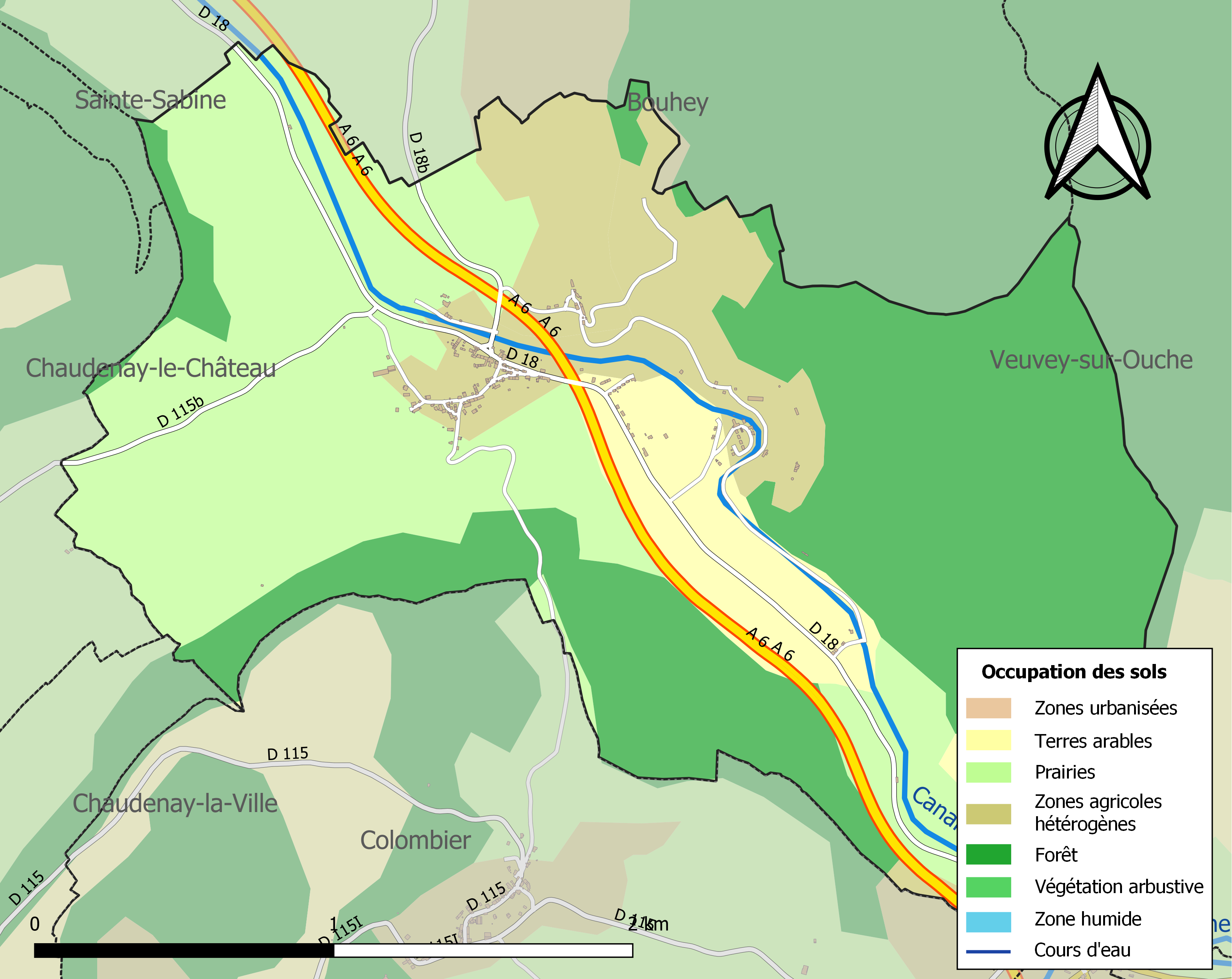
Carte des infrastructures et de l'occupation des sols de la commune en 2018 (CLC).

## Histoire

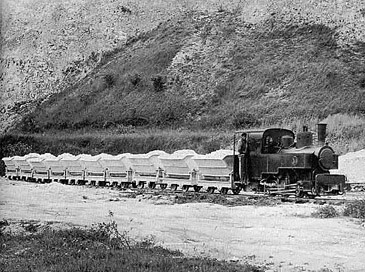
Tacot de la carrière de Crugey.

Dès 1910, le calcaire des collines de Crugey va être utilisé pour la fabrication de chaux; la construction de l'usine à l’initiative de André Letellier est achevée en 1913 et l'activité débute en 1914. En 1920, une voie ferrée Decauville d'une longueur de 1000 m sur l'accotement du chemin de halage du bief 18 du canal. Pas moins de sept fours à chaux fonctionnent en 1925.
Après la guerre, une cimenterie s'ajoute à la fabrication de chaux. Cette usine a produit le ciment utilisé pour la construction des grands bâtiments publics dijonnais de l'après-guerre (centre hospitalier régional, université...). La production, acheminée principalement par le canal de Bourgogne, générait une importante pollution aérienne qui finissait par recouvrir l'environnement d'une poussière blanche (Archives départementales de la Côte-d'Or, WW 22 805 et XIII S 1 b/13).

## Politique et administration
| Période                                  | Période                               | Identité         | Étiquette | Qualité  |
| ---------------------------------------- | ------------------------------------- | ---------------- | --------- | -------- |
| mars 2001                                | mars 2008                             | Danielle Gerbet  | S&P       | Employée |
| mars 2008                                | Démission effective au 5 juillet 2010 | Rémi Monicault   |           |          |
| 17 septembre 2010                        | En cours                              | Viviane Bienfait | S&P       |          |
| Les données manquantes sont à compléter. |                                       |                  |           |          |

## Démographie
L'évolution du nombre d'habitants est connue à travers les recensements de la population effectués dans la commune depuis 1793. Pour les communes de moins de 10 000 habitants, une enquête de recensement portant sur toute la population est réalisée tous les cinq ans, les populations de référence des années intermédiaires étant quant à elles estimées par interpolation ou extrapolation. Pour la commune, le premier recensement exhaustif entrant dans le cadre du nouveau dispositif a été réalisé en 2007.

En 2022, la commune comptait 167 habitants, en évolution de −6,7 % par rapport à 2016 (Côte-d'Or : +0,82 %, France hors Mayotte : +2,11 %).
| 1793 | 1800 | 1806 | 1821 | 1831 | 1836 | 1841 | 1846 | 1851 |
| ---- | ---- | ---- | ---- | ---- | ---- | ---- | ---- | ---- |
| 229  | 200  | 211  | 217  | 272  | 287  | 282  | 302  | 290  |

| 1856 | 1861 | 1866 | 1872 | 1876 | 1881 | 1886 | 1891 | 1896 |
| ---- | ---- | ---- | ---- | ---- | ---- | ---- | ---- | ---- |
| 274  | 253  | 256  | 249  | 212  | 217  | 213  | 221  | 243  |

| 1901 | 1906 | 1911 | 1921 | 1926 | 1931 | 1936 | 1946 | 1954 |
| ---- | ---- | ---- | ---- | ---- | ---- | ---- | ---- | ---- |
| 207  | 213  | 251  | 314  | 340  | 344  | 377  | 310  | 358  |

| 1962 | 1968 | 1975 | 1982 | 1990 | 1999 | 2006 | 2007 | 2012 |
| ---- | ---- | ---- | ---- | ---- | ---- | ---- | ---- | ---- |
| 355  | 290  | 268  | 222  | 188  | 213  | 177  | 173  | 189  |

| 2017 | 2022 | - | - | - | - | - | - | - |
| ---- | ---- | - | - | - | - | - | - | - |
| 175  | 167  | - | - | - | - | - | - | - |

## Lieux et monuments
- Le canal de Bourgogne.
- Lavoir du XIXe siècle récemment restauré.
- Lieu-dit  la Roche aux Fées.

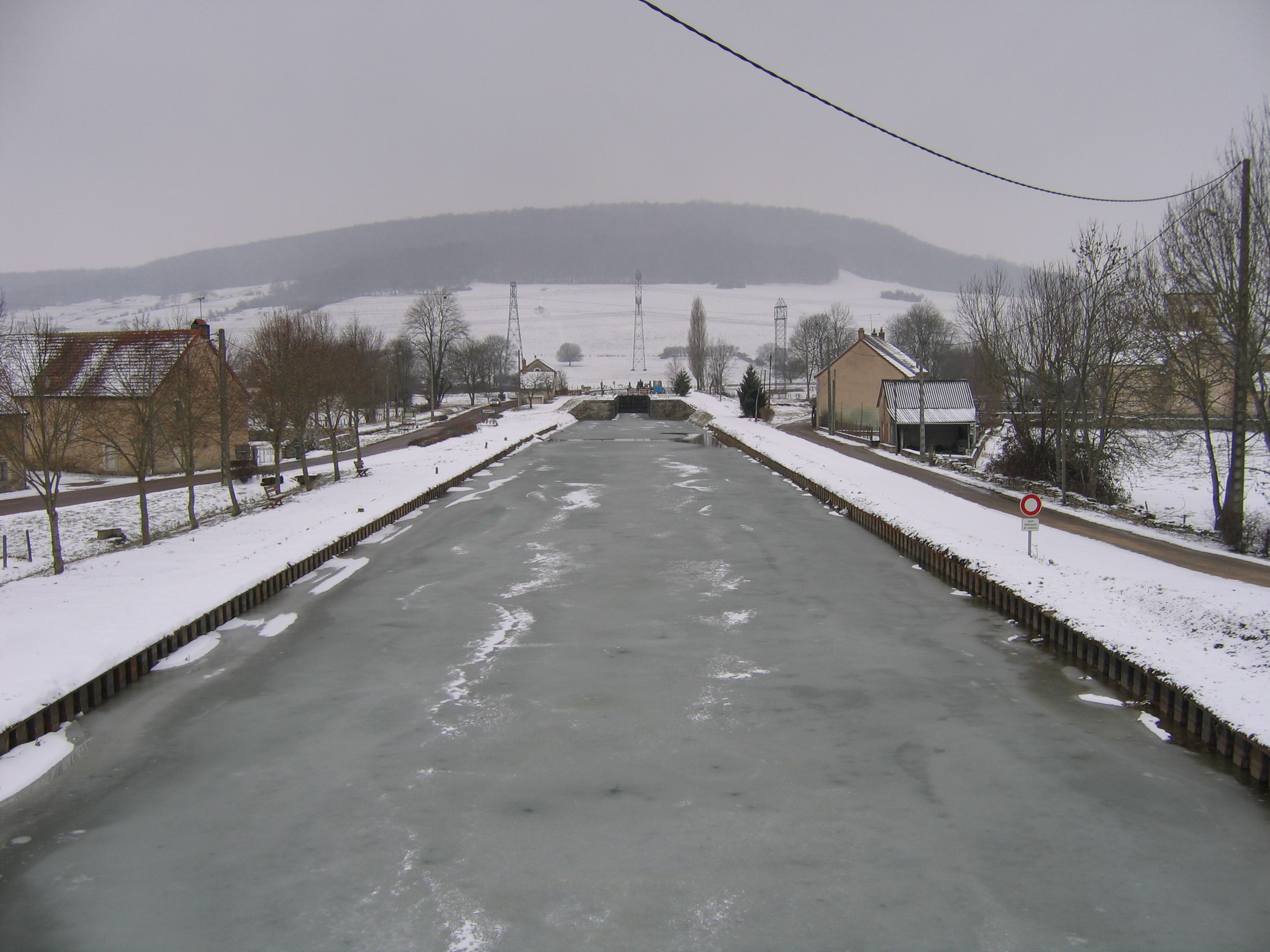
L'écluse sur le canal de Bourgogne en février 2005.

- Église Saint-Hippolyte, du XIIe siècle.